# Dacia Spring
Dacia Spring Electric (код кузова BBG) — электромобиль румынской компании Dacia, высокий хетчбэк A-класса, выпущенный в 2021 году. Первый электромобиль компании, стал вторым по популярности в Европе (после Tesla Model 3).

## Описание
Концепт будущего хетчбэка был представлен 3 марта 2020 года. Презентация должна была пройти на Женевском автосалоне, но из-за пандемии он был отменён. Серийная модель была представлена на конференции Renault EWAYS 15 октября 2020 года, а продажи стартовали в марте 2021 года.

### Технические характеристики
Автомобиль построен на базе Renault Kwid, производящегося лишь для рынков Индии и Бразилии. Платформа — CMF-A. Чтобы соответствовать европейским требованиям безопасности, автомобиль получил изменения в шасси, внутри были установлены шесть подушек безопасности и системы помощи водителю.
Автомобиль обладает электромотором мощностью 44 л.с (33 кВт) и крутящим моментом 125 Нм. Разгон до 100 км/ч происходит за 19,1 секунд. Ёмкость батареи — 27.4 кВч, заявленный запас хода — 230 км.

#### Обновление 2022 года
Модель Spring Electric 2023 модельного года, выпущенная в июне 2022 года вместе со всеми другими моделями Dacia, имела небольшой фейслифтинг на передней решетке и новый значок сзади с новым логотипом и фирменным знаком Dacia. Самая дешевая версия для потребителей теперь начинается с 18 690 евро во Франции и 13 644 евро после субсидий.
Он оснащен двигателем мощностью 33 кВт (45 л.с.) и весит 970 кг, что позволяет перевозить четырех человек.
В январе 2023 года Dacia выпустила версию Spring Extreme, оснащенную двигателем мощностью 48 кВт (65 л.с.) и запасом хода 220 км (140 миль).
В марте 2023 года Dacia обновила вариант Cargo новым логотипом, который доступен только в некоторых европейских странах,  таких как Польша, Чехия и Словакия.

#### Обновление 2024 года
Обновленная Spring была представлена 21 февраля 2024 года. Рестайлинг провели с учетом нового корпоративного стиля Dacia. Однако новый Spring сохранил компактные габариты и остался меньше в сравнении с бюджетным кроссовером Duster. На сайте компании сообщили о цене Dacia Spring в 2024 году.
Ранее стоимость объявили от 18 900 евро. Но в некоторых европейских странах еще дешевле – от 16 900 евро. В Румынии же машина стоит минимум 10 990 евро благодаря многочисленным субсидиям. Электрический кроссовер Dacia Spring в ходе модернизации получил новые бамперы, другую светотехнику и новую декоративную панель между передними фарами. Модели расшили цветовую гамму и предложили другие колесные диски. Несмотря на то, что общий силуэт и линия остекления не изменились, все кузовные панели, включая двери, выполнены по новой штамповке.
Мощность мотора, в зависимости от модификации, составляет от 44 до 64 л.с. Емкость батарейного блока составляет 26 кВтч. Запас хода Dacia Spring EV равен 220 км.

## Галерея

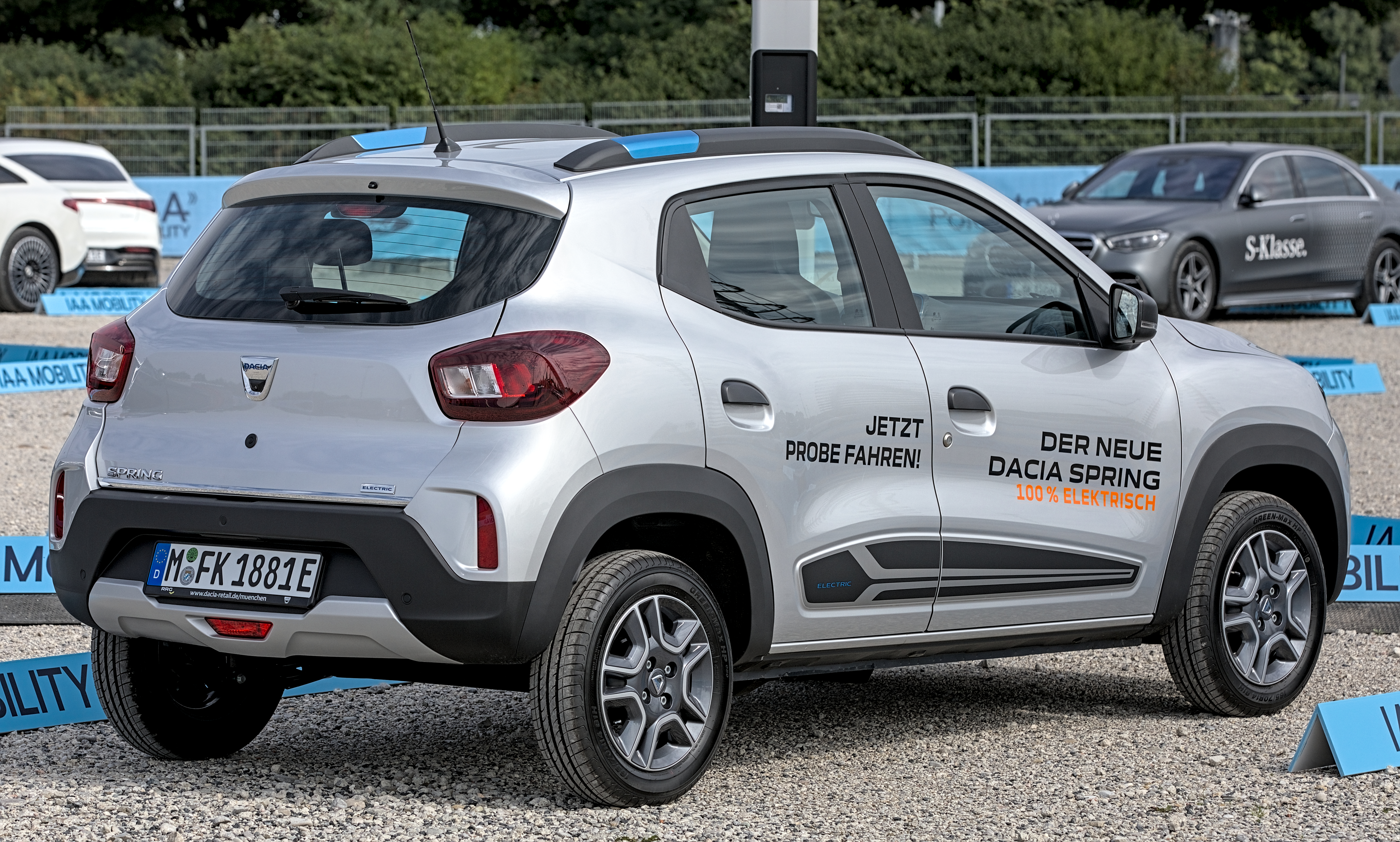
Вид сзади
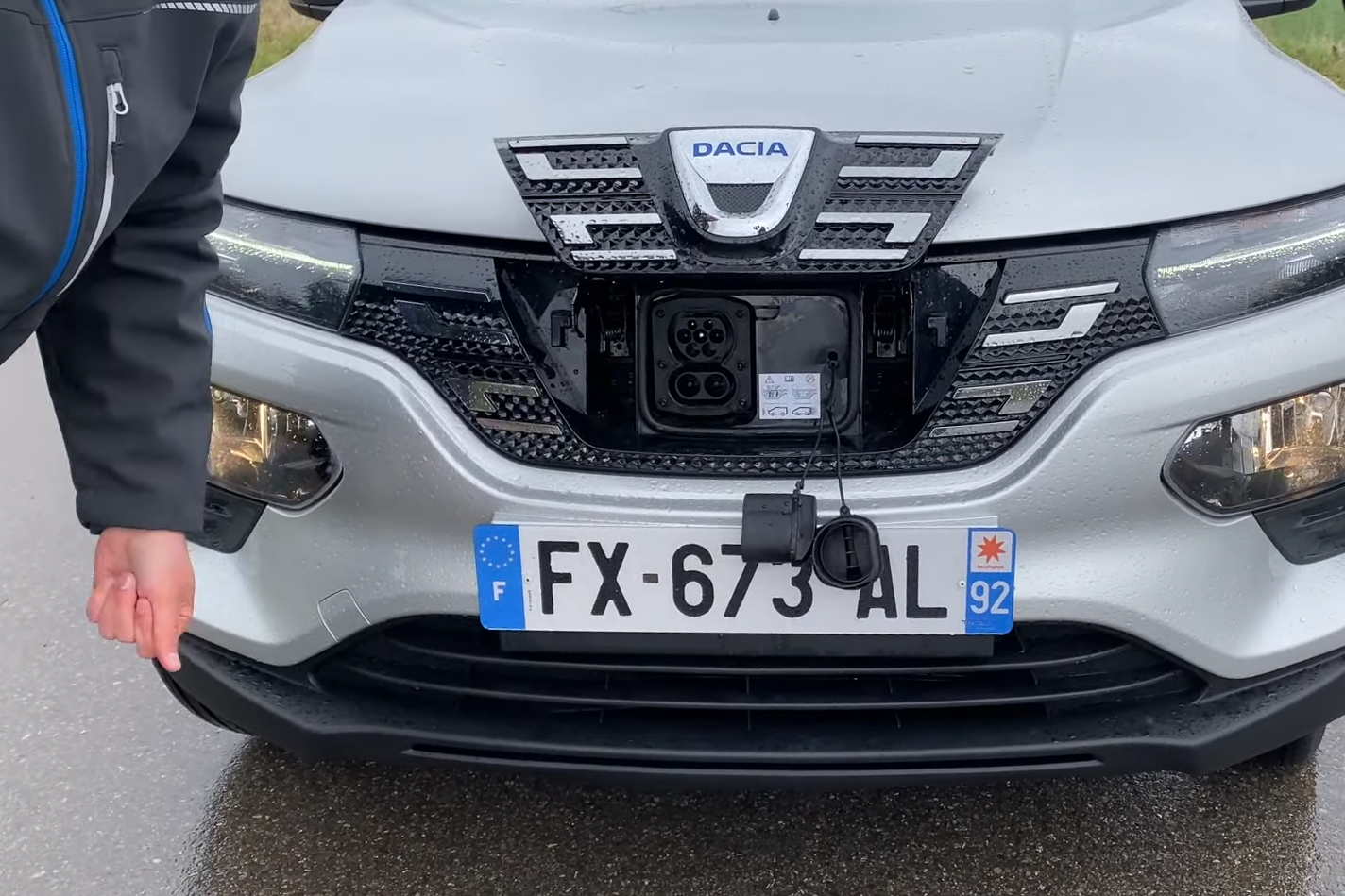
Порт для зарядки
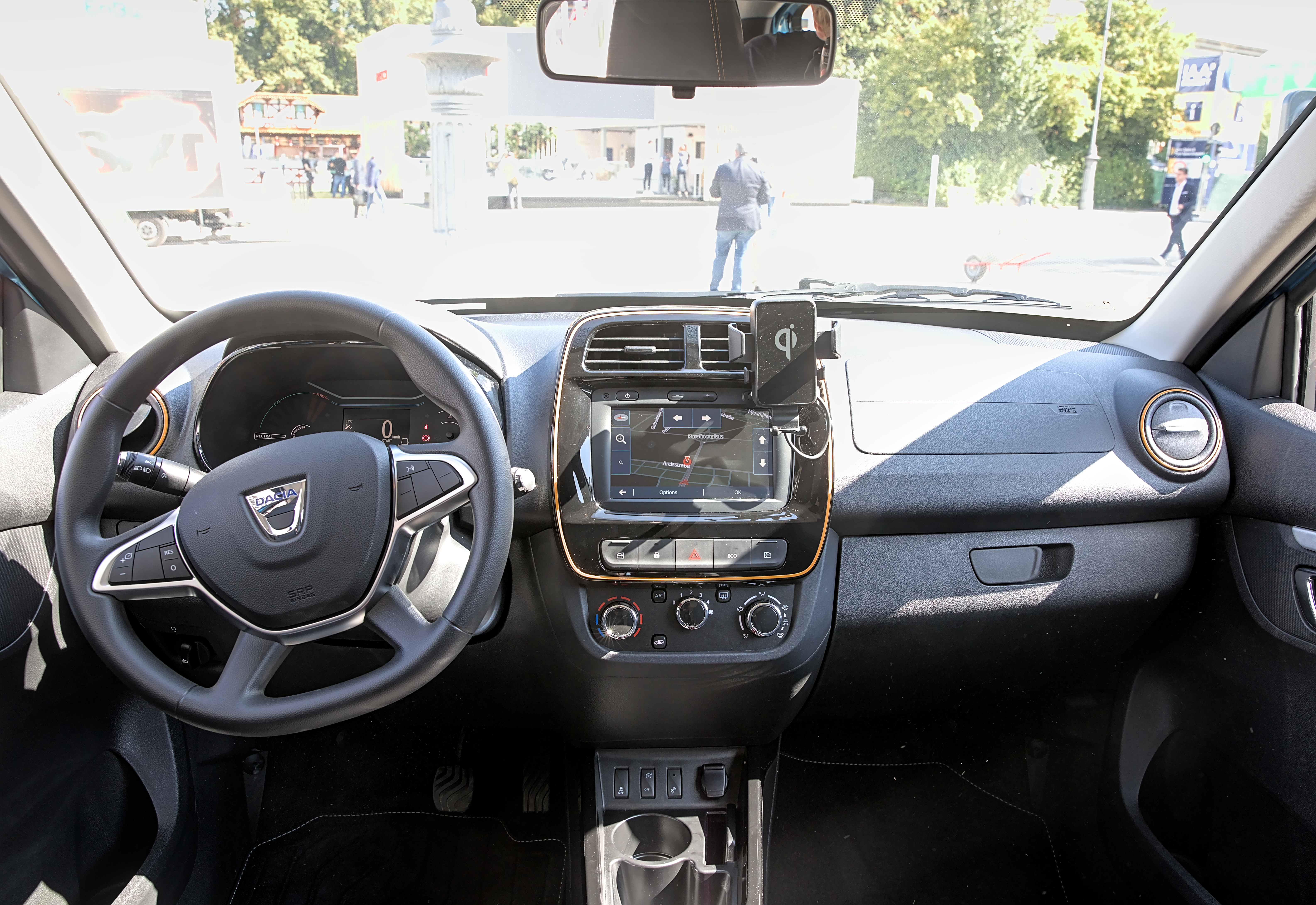
Интерьер
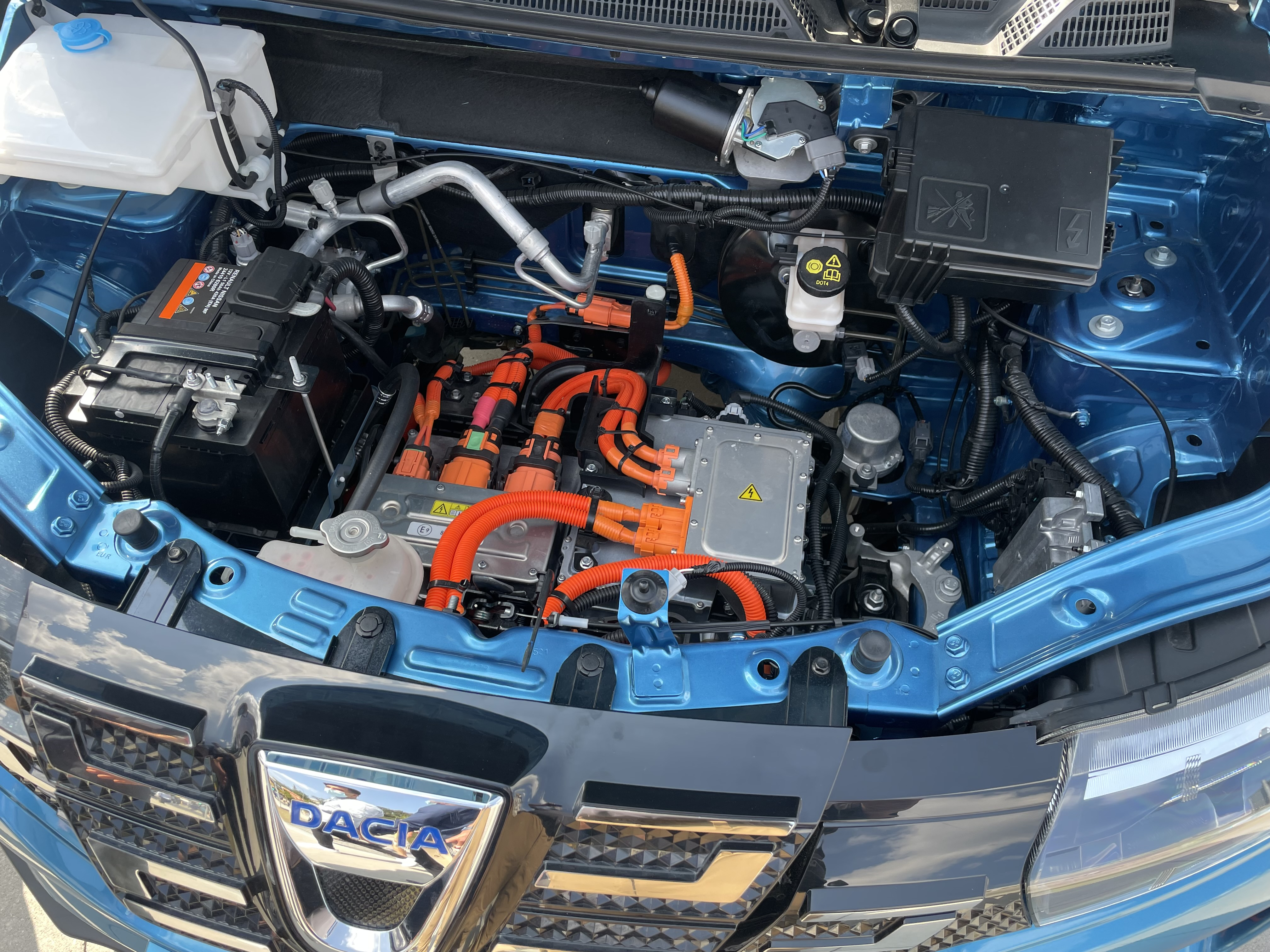
Моторный отсек
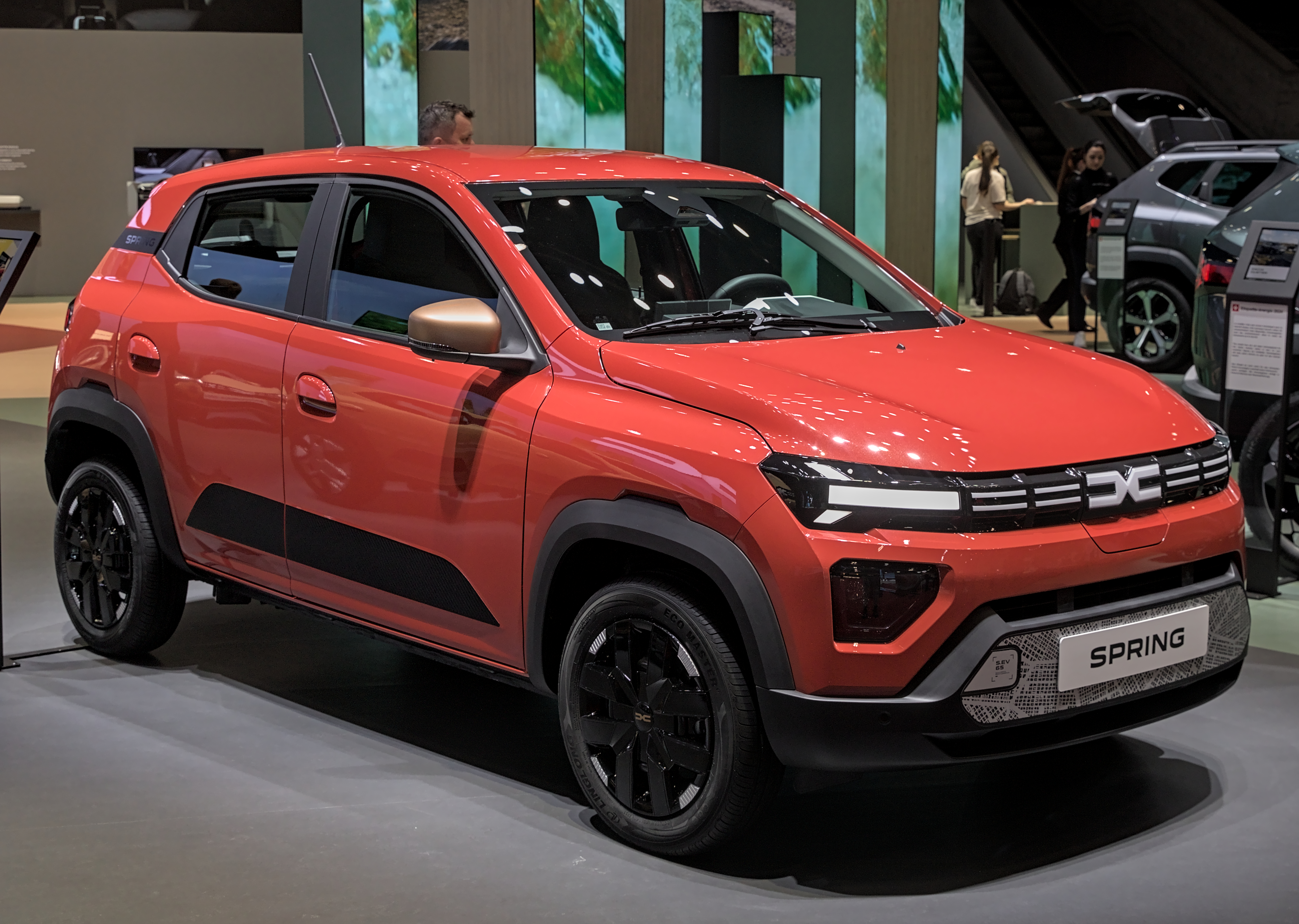
Рестайлинг 2024
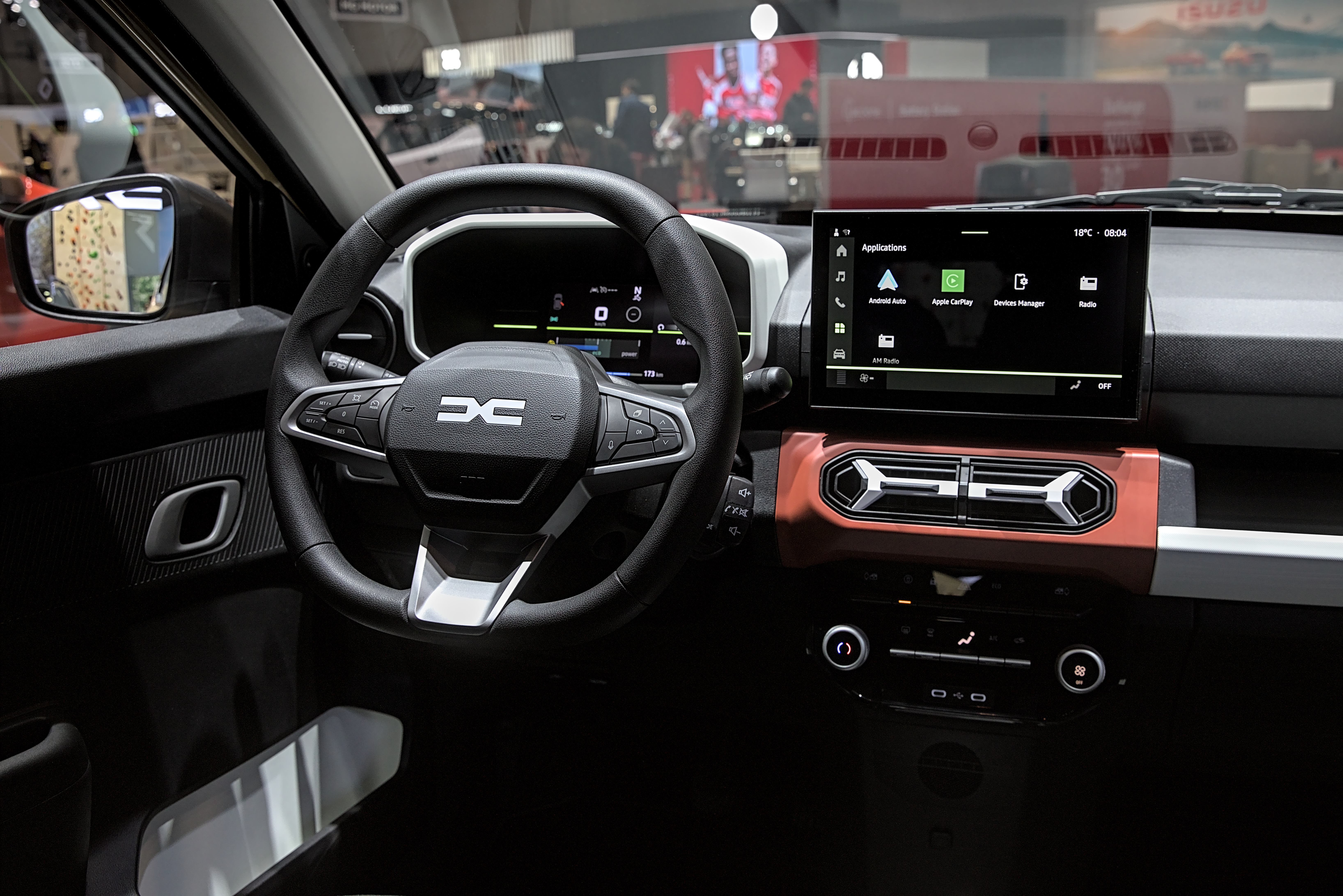
Интерьер после рестайлинга 2024
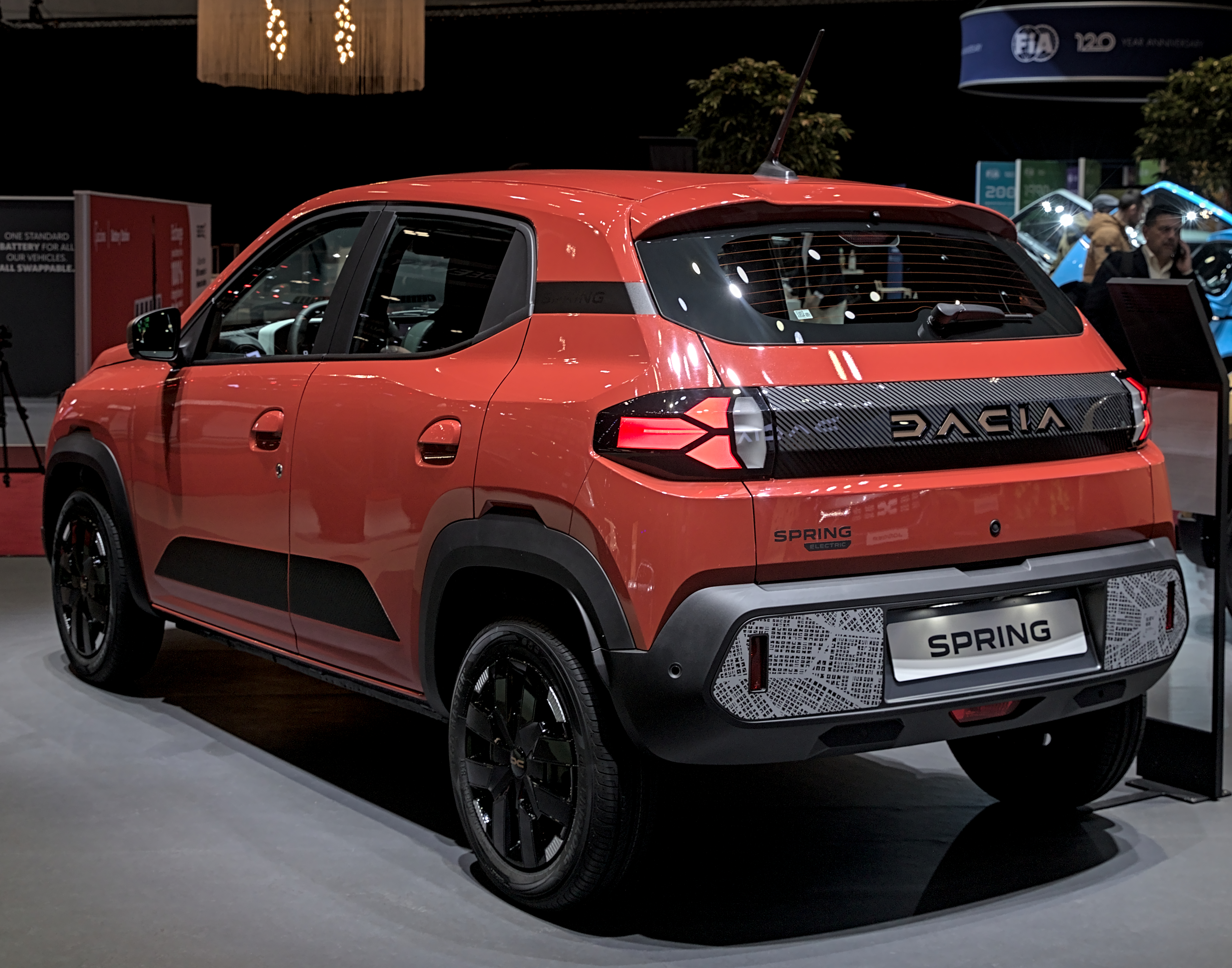
Вид сзади после рестайлинга 2024

## Безопасность
Автомобиль прошёл краш-тест EuroNCAP в 2021 году, но получил лишь 1 звезду.
| Euro NCAP                                    | Euro NCAP | Euro NCAP | Euro NCAP             |
| -------------------------------------------- | --------- | --------- | --------------------- |
| · общий рейтинг                              |           |           |                       |
| 49%                                          | 56%       | 39%       | 32%                   |
| взрослый пассажир                            | ребёнок   | пешеход   | активная безопасность |
| Протестированная модель: Dacia Spring (2021) |           |           |                       |